# David Rehling
David Rehling (født 13. maj 1949, død 2. juni 2021) var en dansk jurist, (autodidakt) journalist og debattør.
Rehling blev uddannet cand.jur. fra Københavns Universitet i 1975, hvorefter han blev ansat som fuldmægtig i Miljøministeriet. Sideløbende underviste han i forvaltningsret ved Københavns Universitet. I 1984 blev han direktør for Danmarks Naturfredningsforening og formåede frem til 1996 at øge den folkelige tilslutning til foreningen og sætte dens mærkesager på den miljøpolitiske dagsorden.[kilde mangler] Det gjaldt bl.a. Vandmiljøplan I fra 1987. Fra 1987 til 1996, var han tillige vicepræsident for Det Europæiske Miljøsekretariat. I 1996 kom han til Dagbladet Information som redaktør, men blev i 1998 skrivende medarbejder.
Han var folketingskandidat for Det Radikale Venstre i 1973, men blev ikke valgt ind.
David Rehling var en hyppigt anvendt kommentator i medierne, ligesom han også skrev klummer og ledende artikler i Information.